# 7e Luftwaffen-Felddivisie
De Duitse 7e Luftwaffen-Felddivisie (Duits: 7. Luftwaffen-Feld-Division) was een Duitse infanteriedivisie tijdens de Tweede Wereldoorlog. De divisie werd al snel overgebracht naar de ineenstortende zuidelijke sector van het oostfront. De divisie werd ingezet langs de rivier de Tsjir en moest daarvandaan terugtrekken naar het westen. Dit geheel leidde tot zware verliezen. In maart 1943 was er van de divisie zo goed als niets meer over en deze werd daarom opgeheven.

## Geschiedenis

### Oprichting en inzet in 1942/43
De 7e Luftwaffen-Felddivisie werd in oktober 1942 op Oefenterrein Groß-Born gevormd uit het Flieger-Regiment 43(?) plus overtollig Luftwaffe-personeel uit de Luftgauen III en IV. Al snel volgde een verplaatsing naar Oefenterrein Mielau voor verdere training.
De infanterieopleiding van de divisie kon niet afgesloten worden, omdat deze al in november 1942 op transport werd gezet naar de zuid sector van het oostfront. De arriverende onderdelen werden meteen vanuit de trein aan het front gebracht. De divisie kwam vanaf begin december 1942  in actie langs de Tsjir-boog en weerde daar aanvallen af van de Sovjettroepen die de buitenring rond Stalingrad probeerden uit te breiden. Deze stellingen konden met veel moeite worden gehouden tot 30 december 1942 en daarna volgde een terugtocht naar de Tsymla tot 2 januari 1943. Tegen 15 januari 1943 lag de divisie al achter de Donets. In de daaropvolgende maand volgde een verdere terugtocht via Sjachty naar de Mioes, die uiteindelijk begin maart werd overgestoken. Het einde van de reis, Alekseevka, werd op 6 maart 1943 bereikt.
De gevechten aan de Tsjir en de gehele terugtocht waren zeer verliesrijk geweest en van de divisie was niet meer dan een Kampfgruppe over.

### Einde
De Kampfgruppe 7e Luftwaffen-Felddivisie werd in maart 1943 achter de Mioes ingevoegd in de 15e Luftwaffen-Felddivisie als delen voor de nieuwe Luftwaffen-Jäger-Regiment 29 en 30. De divisie hield daarmee op te bestaan. Officieel werd de divisie pas in mei 1943 opgeheven.

## Slagorde
- drie Infanteriebataljons I. – III. (zonder regimentsstaf)
- Panzerjäger-Abteilung Luftwaffen-Feld-Division 7
- Artillerie-Abteilung Luftwaffen-Feld-Division 7
- Flak-Abteilung Luftwaffen-Feld-Division 7
- Radfahrer-Kompanie Luftwaffen-Feld-Division 7
- Luftnachrichten-Kompanie Luftwaffen-Feld-Division 7
- Pionier-Kompanie Luftwaffen-Feld-Division 7
- Kommandeur der Nachschubtruppen Luftwaffen-Feld-Division 7

## Commandanten
| Rang            | Naam                         | Begin            | Eind             |
| --------------- | ---------------------------- | ---------------- | ---------------- |
| Generalmajor    | Wolf Freiherr von Biedermann | 9 oktober 1942   | 28 november 1942 |
| Oberst          | August Kleßmann              | 28 november 1942 | 3 januari 1943   |
| Generalleutnant | Willibald Spang              | 9 januari 1943   | februari 1943    |
| Oberst          | August Kleßmann              | februari 1943    | 28 februari 1943 |

## Bovenliggende bevelslagen
| Legerkorps     | Leger                   | Legergroep       | Plaats/regio | Begin         | Eind         |
| -------------- | ----------------------- | ---------------- | ------------ | ------------- | ------------ |
| Korps Mieth    | Armee-Abteilung Hollidt | Heeresgruppe Don | Don          | december 1942 | januari 1943 |
| 29e Legerkorps | Armee-Abteilung Hollidt | Heeresgruppe Don | Donets       | februari 1943 |              |
| Korps Mieth    | Armee-Abteilung Hollidt | Heeresgruppe Don | Mioes        | maart 1943    |              |